# Paula Engels
Paula Engels (* September 2005) ist eine deutsche Sängerin.

## Leben
Engels kommt aus Düsseldorf und besuchte das dortige Görres-Gymnasium. Sie lernte das Gitarre spielen bereits in der Grundschule und spielte in ihrer Jugend in verschiedenen Bands. Im Alter von 14 Jahren nahm sie 2020 an der 8. Staffel der Castingshow The Voice Kids teil. Zur gleichen Zeit begann sie, eigene Songs zu schreiben.
Ende 2023 veröffentlichte der Rapper grim104 zusammen mit Paula Engels den Song Ende der Nacht, der sowohl als Single als auch auf dem Album Ende der Nacht erschien. In der Folge trat Engels als Support-Act bei Künstlern wie Tua, Ennio oder Provinz auf.
Ab März 2024 veröffentlichte sie beim Label Jive Germany (Sony Music Entertainment) ihre ersten Singles und spielte parallel weiter auf zahlreichen Konzerten und Festivals, unter anderem mit einem Auftritt beim Reeperbahn Festival oder bei TV Noir.

## Diskografie
Singles
- 2023: Ende der Nacht (mit grim104)
- 2024: Ruf mich nicht mehr an
- 2024: Mein Kopf ist eine Party
- 2024: Ich fühl alles
- 2024: An meinen Händen klebt Blut
- 2024: 560km
- 2025: Fliederblau
- 2025: Kleine Tattoos
- 2025: Mittelfinger an die Welt
- 2025: Ich nehm die Sonne mit